# Major League Soccer (2002)
Major League Soccer w roku 2002 był siódmym sezonem tych rozgrywek. Po raz pierwszy w historii mistrzem MLS został klub Los Angeles Galaxy, natomiast wicemistrzem New England Revolution.

## Sezon zasadniczy

### Konferencja Zachodnia
| # | Drużyna              | M  | Z  | R  | P | Bramki | Punkty | Uwagi    |
| - | -------------------- | -- | -- | -- | - | ------ | ------ | -------- |
| 1 | Los Angeles Galaxy   | 28 | 16 | 9  | 3 | 44:33  | 51     | Play Off |
| 2 | San Jose Earthquakes | 28 | 14 | 11 | 3 | 45:35  | 45     | Play Off |
| 3 | Dallas Burn          | 28 | 12 | 9  | 7 | 44:43  | 43     | Play Off |
| 4 | Colorado Rapids      | 28 | 13 | 11 | 4 | 43:48  | 43     | Play Off |
| 5 | Kansas City Wizards  | 28 | 9  | 10 | 9 | 37:45  | 36     | Play Off |

### Konferencja Wschodnia
| # | Drużyna                | M  | Z  | R  | P | Bramki | Punkty | Uwagi    |
| - | ---------------------- | -- | -- | -- | - | ------ | ------ | -------- |
| 1 | New England Revolution | 28 | 12 | 14 | 2 | 49:49  | 38     | Play Off |
| 2 | Columbus Crew          | 28 | 11 | 12 | 5 | 44:43  | 38     | Play Off |
| 3 | Chicago Fire           | 28 | 11 | 13 | 4 | 43:38  | 37     | Play Off |
| 4 | MetroStars             | 28 | 11 | 15 | 2 | 41:47  | 35     |          |
| 5 | D.C. United            | 28 | 9  | 14 | 5 | 31:40  | 32     |          |

Aktualne na 26 marca 2018. Źródło:https://pl.fctables.com/usa/liga-amerykanska-mls/2002/
Zasady ustalania kolejności: 1. liczba zdobytych punktów; 2. różnica zdobytych bramek; 3. większa liczba zdobytych bramek.

## Play off
W  ćwierćfinale i półfinale rywalizacja odbywała się do zdobycia przez zwycięską drużynę, rozgrywano w zależności od potrzeby 2 lub 3 mecze pomiędzy zespołami z pary. Jeśli mecz kończył się remisem rozgrywano klasyczną dogrywkę 2 x 15 minut. Gdy dogrywka zakończyła się remisem mecz kończył się remisem nie rozgrywano rzutów karnych. Gdy po 3 meczach zachodził remis w punktach rozgrywano dogrywkę 2 x 15 minut z zasadą złotej bramki która decydowała o awansie. Gdy ta skończyła się remisem rozgrywano konkurs jedenastek.
Zasada punktowania:
- zwycięstwo - 3 punkty
- remis - 1 punkt
- porażka - 0 punktów

### Ćwierćfinał

#### Para nr 1
| 125 września 2002 | Los Angeles Galaxy                       | 3:2 (pd.)  | Kansas City Wizards         |                                                                      |
|                   | Carlos Ruiz 62' (k) 99' · Cobi Jones 85' | (0:1, 2:2) | 25' Preki · 70' Chris Brown | Rose Bowl, Pasadena, Kalifornia Widzów: 14 585 Sędzia: Richard Heron |
| Simon Elliott 63' | Carey Talley · Nick Garcia               | (0:1, 2:2) |                             | Rose Bowl, Pasadena, Kalifornia Widzów: 14 585 Sędzia: Richard Heron |

| 228 września 2002                   | Kansas City Wizards                                                  | 4:1   | Los Angeles Galaxy |                                                                            |
|                                     | Igor Simutienkow 19' · Eric Quill 37' · Preki 70' · Darío Fabbro 73' | (2:0) | 71' Chris Albright | Arrowhead Stadium, Kansas City, Missouri Widzów: 9 484 Sędzia: Kevin Terry |
| Peter Vermes 43' · Darío Fabbro 61' | 40' Carlos Ruiz                                                      | (2:0) |                    | Arrowhead Stadium, Kansas City, Missouri Widzów: 9 484 Sędzia: Kevin Terry |

| 32 października 2002              | Los Angeles Galaxy                                                         | 5:2   | Kansas City Wizards         |                                                                        |
|                                   | Carlos Ruiz 34', 66' · Cobi Jones 45', 62' · McKinley Tennyson 90+3'       | (2:0) | 47' Chris Klein · 72' Preki | Rose Bowl, Pasadena, Kalifornia Widzów: 14 713 Sędzia: Michael Kennedy |
| Carlos Ruiz 27' · Alexi Lalas 67' | 37' Igor Simutienkow · 48' Peter Vermes · 78' Matt McKeon · 84' Eric Quill | (2:0) |                             | Rose Bowl, Pasadena, Kalifornia Widzów: 14 713 Sędzia: Michael Kennedy |

Rywalizacje wygrało Los Angeles Galaxy wynikiem 9:8.

#### Para nr 2
| 126 września 2002               | New England Revolution                                         | 2:0   | Chicago Fire |                                                                              |
|                                 | Taylor Twellman 13' · Daniel Hernández 60'                     | (1:0) |              | Foxboro Stadium, Foxborough, Massachusetts Widzów: 6 306 Sędzia: Kevin Stott |
| Daouda Kanté · Daniel Hernández | C.J. Brown · Jesse Marsch · Dema Kovalenko · Christo Stoiczkow | (1:0) |              | Foxboro Stadium, Foxborough, Massachusetts Widzów: 6 306 Sędzia: Kevin Stott |

| 229 września 2002                                              | Chicago Fire                                                                                     | 2:1   | New England Revolution |                                                                                         |
|                                                                | Ante Razov 41' (k), 76'                                                                          | (1:1) | 28' Brian Kamler       | Benedetti–Wehrli Stadium, Naperville, Illinois Widzów: 9 434 Sędzia: Ricardo Valenzuela |
| DaMarcus Beasley 44' · Piotr Nowak 64' · Christo Stoiczkow 84' | 14' Joe Franchino · 22' Daniel Hernández · 29' Jay Heaps · 52' Daouda Kanté · 90' Carlos Llamosa | (1:1) |                        | Benedetti–Wehrli Stadium, Naperville, Illinois Widzów: 9 434 Sędzia: Ricardo Valenzuela |

| 32 października 2002                 | New England Revolution                 | 2:0   | Chicago Fire |                                                                              |
|                                      | Brian Kamler 12' · Taylor Twellman 65' | (1:0) |              | Foxboro Stadium, Foxborough, Massachusetts Widzów: 6 954 Sędzia: Kevin Terry |
| Joe Franchino 29' · Rusty Pierce 35' | 53' Carlos Bocanegra · 90' Ante Razov  | (1:0) |              | Foxboro Stadium, Foxborough, Massachusetts Widzów: 6 954 Sędzia: Kevin Terry |

Rywalizacje wygrało New England Revolution wynikiem 5:2.

#### Para nr 3
| 126 września 2002                                      | San Jose Earthquakes | 1:2   | Columbus Crew                        |                                                                                          |
|                                                        | Landon Donovan 54'   | (0:1) | 38' Edson Buddle · 81' Freddy García | Spartan Stadium, San Jose (Kalifornia), Kalifornia Widzów: 8 609 Sędzia: Ricardo Salazar |
| Ramiro Corrales 21' · Ian Russell 77' · Jeff Agoos 78' |                      | (0:1) |                                      | Spartan Stadium, San Jose (Kalifornia), Kalifornia Widzów: 8 609 Sędzia: Ricardo Salazar |

| 229 września 2002 | Columbus Crew                         | 2:1   | San Jose Earthquakes |                                                                    |
|                   | Freddy García 50' · Brian McBride 81' | (0:0) | 58' Ariel Graziani   | Mapfre Stadium, Columbus, Ohio Widzów: 13 004 Sędzia: Jair Marrufo |
| Michael Clark 46' | 76' Eddie Robinson                    | (0:0) |                      | Mapfre Stadium, Columbus, Ohio Widzów: 13 004 Sędzia: Jair Marrufo |

Rywalizacje wygrało Columbus Crew wynikiem 4:2.

#### Para nr 4
| 125 września 2002                                   | FC Dallas                                                                    | 4:2   | Colorado Rapids                             |                                                             |
|                                                     | Steve Morrow 26' · Jason Kreis 49' · Chad Deering 68' · Antonio Martínez 70' | (1:1) | 2' Carlos Valderrama · 75' (k) John Spencer | Cotton Bowl, Dallas, Teksas Widzów: 6 360 Sędzia: Alex Prus |
| Ryan Suarez 36' · Paul Broome 54' · Jason Kreis 54' | 18' Pablo Mastroeni · 67' Chris Henderson · 86' Robin Fraser                 | (1:1) |                                             | Cotton Bowl, Dallas, Teksas Widzów: 6 360 Sędzia: Alex Prus |

| 228 września 2002                        | Colorado Rapids                     | 1:0   | FC Dallas |                                                                                           |
|                                          | Chris Carrieri 78'                  | (0:0) |           | Sports Authority Field at Mile High, Denver, Kolorado Widzów: 9 637 Sędzia: Richard Grady |
| Carlos Valderrama 19' · Robin Fraser 32' | 39' Paul Broome · 41' Tenywa Bonseu | (0:0) |           | Sports Authority Field at Mile High, Denver, Kolorado Widzów: 9 637 Sędzia: Richard Grady |

| 32 października 2002                                  | FC Dallas                             | 1:2 (pd.)  | Colorado Rapids                   |                                                                |
|                                                       | Bobby Rhine 6'                        | (1:1, 1:1) | 22' John Spencer · 91' Mark Chung | Cotton Bowl, Dallas, Teksas Widzów: 8 008 Sędzia: Terry Vaughn |
| Jason Kreis 7' · Chad Deering 51' · Tenywa Bonseu 65' | 39' Chris Carrieri · 57' John Spencer | (1:1, 1:1) |                                   | Cotton Bowl, Dallas, Teksas Widzów: 8 008 Sędzia: Terry Vaughn |

Po trzech meczach mieliśmy do czynienia z remisem 5:5. Z tego powodu rozegrano dogrywkę którą wygrała drużyna Colorado Rapids wynikiem 1:0 i to ta drużyna awansowała do kolejnej rundy.

### Półfinał

#### Para nr 1
| 15 października 2002 | Los Angeles Galaxy                                             | 4:0   | Colorado Rapids |                                                                    |
|                      | Danny Califf 21' · Carlos Ruiz 24', 84' · Ezra Hendrickson 71' | (2:0) |                 | Rose Bowl, Pasadena, Kalifornia Widzów: 24 742 Sędzia: Kevin Terry |
| Alexi Lalas 8'       | 4' Robin Fraser · 55' Ritchie Kotschau                         | (2:0) |                 | Rose Bowl, Pasadena, Kalifornia Widzów: 24 742 Sędzia: Kevin Terry |

| 29 października 2002 | Colorado Rapids                   | 0:1   | Los Angeles Galaxy |                                                                                        |
|                      |                                   | (0:0) | 64' Carlos Ruiz    | Sports Authority Field at Mile High, Denver, Kolorado Widzów: 12 367 Sędzia: Alex Prus |
| Pablo Mastroeni 86'  | 83' Craig Waibel · 90' Cobi Jones | (0:0) |                    | Sports Authority Field at Mile High, Denver, Kolorado Widzów: 12 367 Sędzia: Alex Prus |

Rywalizacje wygrało Los Angeles Galaxy wynikiem 5:0.

#### Para nr 2
| 16 października 2002                    | New England Revolution                                                                                   | 0:0 | Columbus Crew |                                                                              |
|                                         | |     |               | Foxboro Stadium, Foxborough, Massachusetts Widzów: 11 387 Sędzia: Brian Hall |
| Daouda Kanté 82' · Daniel Hernández 83' | 13' Brian Maisonneuve · 38' Jeff Cunningham · 52' Daniel Torres · 85' Brian McBride · 88' Duncan Oughton |     |               |                                                                              |

| 29 października 2002                                       | Columbus Crew | 0:1   | New England Revolution |                                                                    |
|                                                            |               | (0:1) | 3' Jay Heaps           | Mapfre Stadium, Columbus, Ohio Widzów: 10 245 Sędzia: Gerry Corrie |
| Freddy García 40' · Brian Dunseth 79' · Duncan Oughton 90' | 39' Jay Heaps | (0:1) |                        | Mapfre Stadium, Columbus, Ohio Widzów: 10 245 Sędzia: Gerry Corrie |

| 312 października 2002 | New England Revolution               | 2:2   | Columbus Crew                            |                                                                              |
|                       | Steve Ralston 17' · Wolde Harris 47' | (1:0) | 80' Brian McBride · 85' Dante Washington | Foxboro Stadium, Foxborough, Massachusetts Widzów: 9 216 Sędzia: Kevin Stott |

Rywalizacje wygrało New England Revolution wynikiem 3:2.

### Finał
| 20 października 2002 | New England Revolution                 | 0:1 (pd.)  | Los Angeles Galaxy |                                                                               |
| 13:30 EDT            |                                        | (0:0, 0:0) | 113' Carlos Ruiz   | Foxboro Stadium, Foxborough, Massachusetts Widzów: 61 316 Sędzia: Kevin Terry |
| 13:30 EDT            | Joe Franchino 25' · Carlos Llamosa 60' | (0:0, 0:0) | 95' Simon Elliott  | Foxboro Stadium, Foxborough, Massachusetts Widzów: 61 316 Sędzia: Kevin Terry |